# 286
Năm 286 là một năm trong lịch Julius. 